# PSR J0523−7125
PSR J0523-7125 är en pulsar som, på grund av dess storlek och ljusstyrka, från början troddes vara en avlägsen galax. Den är belägen på ett avstånd av omkring 160 000 ljusår (49 000 parsec) från solen i Doradus-komplexet nära den centrala delen av Stora magellanska molnet (LMC) i södra delen av stjärnbilden Svärdfisken. Undersökning genom Australian Square Kilometre Array Pathfinder visade att pulsaren hade en hög cirkulär polarisering med ett brant spektrum. Dess rotationsmått är dubbelt så stort som någon annan pulsar som finns i Stora magellanska molnet, vilket också gör den till en av de mest ljusstarka pulsarerna som någonsin hittats. Stjärnan pulserar med en period av 322,5 ms.